# Кобяков, Василий Андреевич
Кобяков, Василий Андреевич (10 сентября 1906—1937) — хакасский писатель и поэт. Один из зачинателей хакасской литературы.
Василий Кобяков родился в семье пастуха в аале Фыркал (ныне Ширинский район Хакасии) 10 сентября 1906 года. С 1929 года учился в советско-партийной школе в Красноярске, по окончании которой стал работать в сфере культуры и просвещения в Ширинском районе. В 1932 году стал первым художественным руководителем Абаканского театра. В 1937 году незаконно репрессирован. Реабилитирован посметрно.
Кобяков начал печататься в 1929 году. Его перу принадлежат стихи, рассказы и очерки. Повесть Кобякова «Айдо» (1934) стала первым крупным прозаическим произведением в хакасской литературе. Его произведения переведены на русский, тувинский, киргизский и монгольский языки.